# Abborrträsket, Västerbotten
Abborrträsket är en sjö i Vindelns kommun i Västerbotten och ingår i Umeälvens huvudavrinningsområde. Sjön är 22,1 meter djup, har en yta på 3,8 kvadratkilometer och är belägen 216 meter över havet. Sjön avvattnas av vattendraget Abborrträskån. Sjön ligger vid ekoparken Skatan och genom sjön går Vindelälvsåsen, en rullstensåsen som nästan delar sjön i två delar.

## Delavrinningsområde
Abborrträsket ingår i det delavrinningsområde (715931-167235) som SMHI kallar för Utloppet av Abborrträsket. Medelhöjden är 226 meter över havet och ytan är 12,8 kvadratkilometer. Det finns inga avrinningsområden uppströms utan avrinningsområdet är högsta punkten. Abborrträskån som avvattnar avrinningsområdet har biflödesordning 3, vilket innebär att vattnet flödar genom totalt 3 vattendrag innan det når havet efter 143 kilometer. Avrinningsområdet består mestadels av skog (54 procent). Avrinningsområdet har 4,2 kvadratkilometer vattenytor vilket ger det en sjöprocent på 32,8 procent.